# Skusella subvittata
Skusella subvittata är en tvåvingeart som först beskrevs av Frederick Askew Skuse 1889.  Skusella subvittata ingår i släktet Skusella och familjen fjädermyggor. Inga underarter finns listade i Catalogue of Life.